# 彰化縣彰化市三民國民小學
彰化縣彰化市三民國民小學，簡稱三民國小，坐落臺灣八卦山脈北側，隔著大肚溪與台中市烏日區相望，校地面積9,488平方公尺，是彰化市最北邊的小學，學區有彰化市田中里、三村里5~6鄰以及牛埔里8~11鄰與聯興國小的彈性共同學區。
該校源於1948年8月借民房設立的「快官國民學校田中分離教室」，後於1952年9月獨立為「三民國民學校」，直到1968年8月1日校名改為「彰化縣彰化市三民國民小學」。

## 學校簡史
彰化市在日治時期的大正11年（西元1922年）於東區外快官設立快官公學校（即後來的快官國小），為當時最東側的公立小學，後來因田中央（今彰化市田中里）居民覺得學生前往外快官上學路途遙遠，爭取設立分離教室，於1948年暫借竹圍仔民房設立「快官國民學校田中分離教室」，為學校創立之起源。隔年7月校舍落成，改校名「快官國民學校田中分校」。
1952年9月獨立設校，稱為「三民國民學校」，同年10月開辦創校典禮，張農為首任校長。
7年後，因學區牛埔里興建軍眷村（影劇一村），導致牛埔里學童數劇增，居民為了方便學童上學，爭取設立分校，終於在1959年時，於軍眷村設立分校「影劇分校」，是為「聯興國民學校」前身。1964年時，分校獨立為「聯興國民學校」，為現今「彰化縣彰化市聯興國民小學」之舊稱。
三民國民學校於1968年8月1日配合教育政策改制，校名更改為「彰化縣彰化市三民國民小學」，為彰化市第九所成立之國民小學。
2022年5月，與美國聖地牙哥北郡中文學校（San Diego Chinese Cultural）締結國際數位學伴

## 學校特色
- 近年來推動品格教育、閱讀教育、科技教育、食農教育、美感教育[8]及辦理課後照顧。
- 發展籃球運動與舞蹈活動[9][10]，全校約有一半學生參加舞蹈社團。

## 歷任校長
| 任 期 序 | 姓 名  | 到任時間   | 離校時間  |
| -------- | ------ | ---------- | --------- |
| 第一任   | 張農   | 1952年10月 | 1961年4月 |
| 第二任   | 張萬和 | 1961年4月  | 1964年9月 |
| 第三任   | 張錦章 | 1964年9月  | 1973年7月 |
| 第四任   | 鄭文正 | 1973年7月  | 1982年9月 |
| 第五任   | 張栩煜 | 1982年9月  | 1986年8月 |
| 第六任   | 林明賢 | 1986年8月  | 1991年7月 |
| 第七任   | 廖大茂 | 1991年7月  | 1995年8月 |
| 第八任   | 陳華樹 | 1995年8月  | 1998年8月 |
| 第九任   | 楊清順 | 1998年8月  | 2002年8月 |
| 第十任   | 王春堎 | 2002年8月  | 2010年2月 |
| 第十一任 | 楊恩慈 | 2010年2月  | 2016年8月 |
| 第十二任 | 江俊穎 | 2016年8月  | 迄今      |